# How to Eat Well and Stay Well. The Mediterranean Way
How to Eat Well and Stay Well. The Mediterranean Way (traducible al castellano como 'Cómo comer bien y estar bien al estilo mediterráneo') es un libro publicado en 1975 por el fisiólogo estadounidense Ancel Benjamin Keys, siendo uno de sus principales trabajos. En este libro, Ancel Keys relaciona las enfermedades coronarias con la mala alimentación, y propone una dieta basada en los ingredientes típicos de la Cuenca mediterránea, ya que en sus estudios detectó una baja incidencia de cardiopatías en estos países (en particular, la isla de Creta, en Grecia). Es considerado como el libro que concibió el concepto de dieta mediterránea, tan popularizado en los años posteriores.
El título que le precede es How to Eat Well and Stay Well (1959), escrito por Ancel Keys y su mujer, Margaret Keys. En este libro definen una dieta basada en las recetas tradicionales americanas, aunque reduciendo la cantidad de grasas saturadas. En 1970 se publican los resultados de su Estudio de los Siete Países, en el que se estudió la dieta típica de siete países (a saber: EE. UU., Finlandia, Italia, Grecia, Holanda, Japón y, Yugoslavia), y se llegó a la conclusión de que los griegos eran los que mayor esperanza de vida tenían. Los cretenses tenían una menor tasa de incidencia de cardiopatías y de otras enfermedades relacionadas con la dieta. Así pues enfocaron el proyecto de investigación en la cocina mediterránea y cinco años después publicaron How to Eat Well and Stay Well. The Mediterranean Way.
A raíz de los trabajos de Ancel Keys, en los años 1970 se popularizó la dieta mediterránea (primero en los Estados Unidos y rápidamente en todo el mundo occidental). Esta dieta se basaba en el aceite de oliva, las frutas y verduras, el pescado y reducía la ingesta de lácteos, carnes y dulces.